# Lékořice lysá
Lékořice lysá (Glycyrrhiza glabra) je léčivá rostlina z čeledi bobovitých.

## Popis
Lékořice je 1 m až 1,5 m vysoká vytrvalá rostlina s rovným silným stonkem a dlouhými kořeny. Květy jsou uspořádány do bledě fialových rovných hroznů. Kvete v červnu a červenci. Plodem je lysý lusk. Listy má lichozpeřené, jednotlivé lístky jsou vejčité.

## Areál rozšíření
Původně pochází ze Středomoří. V českých zemích se začala pěstovat až v 16. století, kdy ji do střední Evropy rozšířili benediktini z Bamberku. Zplaněla na jižní Moravě, v okolí Mikulova, Bzence a Hustopečí.

## Použití
Kořeny této rostliny patří k důležitým přírodním drogám užívaným hojně jak v lidovém léčitelství tak i v praktickém lékařství. Kořeny lékořice lysé se sbírají na podzim. Sušení probíhá při teplotě kolem 30 °C. Droga má výraznou vůni a lehce štiplavou chuť. Z kořene lékořice se připravuje extrakt – naseká se na malé kousky a rozemele se. Vzniklá hmota se dále vaří dokud nezíská černou barvu a potřebnou hustotu. Extrakt má potom podobu tzv. pendreku.
Lékořice byla využívána již v léčitelství starověkého Egypta. Ve starověké Indii byla lékořice svařená v mléce společně s cukrem, kořenem šáchoru a pepřem používána jako afrodisiakum. Užívala se i ve středověku – Mattioliho herbář zmiňuje zevrubný postup při pěstování, sklizni i přípravě léčivých prostředků z lékořice. V Českých zemích bylo pak nejoblíbenější užívání léčivého odvaru z lékořice ke tlumení dráždivého kašle.
Látky z lékořice podporují tvorbu žaludečních šťáv a naopak působí proti tvorbě žaludečních a dvanáctníkových vředů. Dále vyvolávají naředění hustého hlenu z dýchacích cest. Proto se používá jako doplněk ke zmírnění kašle a na podporu vykašlávání při astmatu nebo chronické bronchitidě. V malých dávkách podporuje lékořice častější močení, ve vyšších dávkách močopudné účinky naopak mizí. Z dalších účinků je známo například působení proti zánětu a zvýšenému svalovému napětí.
Nadměrné užívání extraktu z lékořice se může projevit zvýšením krevního tlaku a potlačením močení. Při dlouhodobé konzumaci působí látky z lékořice podobně jako kortikosteroidy, proto se dlouhodobé užívání nedoporučuje.

## Účinné látky
Obsahuje asi 20 % škrobu, 6 % hořčin, saponiny – glycyrrhizin (který je 50krát sladší než sacharóza), monosacharidy, oligosacharidy s uronovými kyselinami, glykosidy (likviricin, likviricigenin, izolikviricigenin, formononetin), oxykumariny, cyklitoly (pinitol) a dibenzoylmethan. V semenech lékořice je obsažen toxický kanavanin.

## Toxicita
Je známé, že nadměrná konzumace lékořice, nebo lékořicových cukrovinek je toxická pro játra, kardiovaskulární systém, může vyvolat hypertenzi a otoky. V ojedinělých případech se krevní tlak zvyšuje nadměrnou konzumací lékořicového čaje, ale příznaky vždy brzy odezní, pokud se s konzumací přestane. Většina případů hypertenze z lékořice byla způsobena tím, že člověk pozřel příliš velké množství lékořice. Konzumace pouhých 50 g cukrovinek z lékořice denně za dva týdny může způsobit významné zvýšení krevního tlaku.